# Виейра, Аделина
Аделина Амелия Лопес Виейра (порт.Adelina Lopes Vieira; 20 сентября 1850, Лиссабон, Португалия — 1922 или 1933, Рио-де-Жанейро, Бразилия) — бразильская поэтесса, детская писательница, драматург, педагог, переводчик, журналист.

## Биография
В 1851 году вместе с родителями переехала в Бразилию. Окончила педагогическую школу Escola Normal в Рио-де-Жанейро. Вышла замуж за Антонио Арнальдо Виейра да Коста.
Стала известна в Бразилии как автор рассказов для детей. Вместе со своей сестрой Джулией Лопес де Алмейда написала «Детские сказки» (1886). Писала пьесы, была переводчиком и сотрудником периодических изданий, таких как газета O Tempo и журнал A Mensageira. Перевела одноактную комедию Эрнесто Эрвелли «Террина». Опубликовала книгу «Маргарита» (Рио-де-Жанейро, 1879) и рассказ «Судьба» (1890).

## Избранные произведения
- Saudade de palmeiras e No echo das damas, 1879
- Margaritas, 1879
- Contos Infantis, 1886
- Destinos, 1890

Пьесы
- «Путешествие Мурило», драма в стихах,
- «Две дозы», драма,
- «Expiação», драма в трех действиях с прологом.

Поэзия
- сонет «A lancha negra».